# أردوغانية
أردوغانية (النطق الصحيح بالتركية: إردوغان، بكسر الراء) (بالتركية: Erdoğanizm)‏ (بالإنجليزية: Erdoğanism)‏، تشير إلى المُثُل والأجندة السياسية للرئيس التركي الحالي ورئيس الوزراء السابق رجب طيب أردوغان الذي أصبح رئيسًا للوزراء في عام 2003 وخدم حتى انتخابه للرئاسة عام 2014. وُصفت الأردوغانية بأنها بفضل الدعم المستمد بشكل كبير من السلطة الكاريزمية. «أقوى ظاهرة في تركيا منذ الكمالية» وتتمتع بدعم واسع في جميع أنحاء البلاد. إن جذورها الإيديولوجية تنبع من المحافظة التركية وأكثرها تمسكا سياسيا هو حزب العدالة والتنمية الحاكم وهو حزب أسسه أردوغان في عام 2001.

## نظرة
كإصدار متجانس للديموقراطية المحافظة تشمل المثل الرئيسية للأردوغانية قيادة مركزية قوية مستوحاة من الدين تستند في المقام الأول على الموافقة الانتخابية وأقل من ذلك على الفصل بين السلطات والضوابط والتوازنات المؤسسية. لقد أشار النقاد في كثير من الأحيان إلى نظرة أردوغان السياسية باعتبارها سلطوية ودكتاتورية انتقائية. كثيراً ما وصف الزعماء الأجانب وجهة النظر الأردوغانية التي تركز على الانتخابات على أنها ديمقراطية لاليبرالية مثل رئيس الوزراء المجري فيكتور أوربان.
كما تتأثر الأردوغانية بقوة بالرغبة في تأسيس «تركيا جديدة» تنطلق من المبادئ التأسيسية الكمالية للجمهورية التركية وتلغي المثل الدستورية الرئيسية التي تتناقض مع رؤية أردوغان مثل العلمانية. يدعو مؤيدو أردوغان إلى إحياء للقيم الثقافية والتقليدية من الإمبراطورية العثمانية وينتقدون الإصلاح الاجتماعي الموالي للغرب والتحديث الذي بدأه مؤسس الجمهورية التركية مصطفى كمال أتاتورك. الدعم الشعبي للأردوغانية ينبع بشكل رئيسي من تطور عبادة شخصية أردوغان فضلا عن سيطرة السلطة الكاريزمية. وقد تجسد دور أردوغان كمجسم فردي للقيم التركية المحافظة في شكل شعارات حملة بارزة للانتخابات الرئاسية التركية مثل «رجل الشعب».

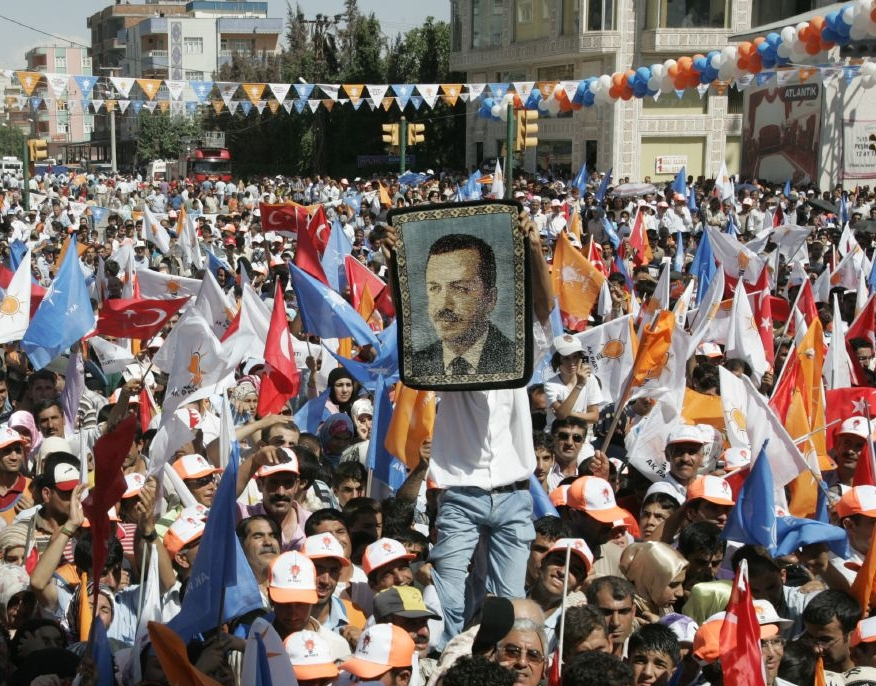
سجادة نُسج عليها صورة "أردوغان"، الذي يُشار إلى مُثُلِهِ العُليا وأجندته السياسية باسم "أردوغانية"، في تجمع لحزب العدالة والتنمية.

## التاريخ

إمضاء "أردوغان".

ظهر مصطلح «الأردوغانية» لأول مرة بعد وقت قصير من فوز أردوغان في الانتخابات العامة عام 2011 حيث وصفت في الغالب بالمبادئ الليبرالية الاقتصادية والديمقراطية المحافظة في حزب العدالة والتنمية المندمجة مع الديماغوجية وعبادة الشخصية في أردوغان. ازداد استخدام المصطلح بالتزامن مع اعتراف أكبر بأردوغان على المسرح العالمي ويرجع ذلك في الغالب إلى مبادئه الاستباقية في السياسة الخارجية القائمة على العثمانية الجديدة وهو العامل الأساسي الذي يشمله الأردوغانية.

## القيم الأساسية
وصفت النشرة الإخبارية الأمريكية «فورين بوليسي» الأردوغانية بأنها إيديولوجية تستند أساسًا إلى عبادة شخصية تتشكل حول أردوغان مشيرة إليها باعتبارها شكلاً من أشكال السلطوية الشعوبية الشبيهة بالسلطة البوتينية في روسيا. كما تصف السياسة الخارجية العثمانية (تمجيد الإمبراطورية العثمانية) والإسلاموية والريبة في التدخل السياسي الغربي في الشرق الأوسط ورفض الكمالية وحبس العملية الديمقراطية والانتخابات بصفتها صفات رئيسية للأردوغانية.

### الصراع مع الإسلاموية
على الرغم من أن عناصر أردوغانية ولا سيما الخطاب السياسي الذي يستخدمه مؤيدوه قد استُلهمت من الإسلاموية فإن العقيدة الواسعة للشخصية المحيطة بأردوغان جادل بأنهم عزلوا الإسلاميين المتشددين الذين يشككون في هيمنته على سياسة الدولة. وقد تم انتقاد السلطة المركزية والشاملة لأردوغان وهو موضوع مركزي في أردوغان من قبل الإسلاميين الذين يعتقدون أن إخلاص الأتباع لا ينبغي أن يكون تجاه قائد بل إلى الله وتعاليم الإسلام. على هذا النحو عززت الهيمنة الشاملة لأردوغان النقد الإسلامي وخاصة من قبل الأحزاب الإسلامية مثل حزب السعادة الذي زعم أن أردوغان لا يقوم على أساس الإسلاموية بل يعتمد على السلطوية باستخدام الخطابة الدينية للحفاظ على الدعم الشعبي بين أنصار المحافظ.